# Homalictus tuiwawae
Homalictus tuiwawae (лат.) — вид пчёл рода Homalictus из семейства Halictidae. Эндемик Фиджи.
Назван в честь Марика Туивава (Marika Tuiwawa), куратора гербариума факультета науки, технологии и окружающей среды Южнотихоокеанского университета (Faculty of Science, Technology and Environment at the University of the South Pacific, Сува, Фиджи). Марик Туивава был одним из ключевых посредников в прошлых и текущих исследованиях пчёл на Фиджи, внёс большой вклад в экологические и поведенческие исследования, а также в обнаружение новых видов на Фиджи.

## Распространение
Острова Океании: Фиджи (Viti Levu, Nadarivatu). На высотах от 660 до 1000 м.

## Описание
Пчёлы мелкого размера (около 4 мм). От близких видов отличаются следующими признаками: . Основная окраска синеватая и чёрная. Голова и грудь покрыты волосками (опушение самок более плотное и длинное); длинные волоски на нижней стороне брюшка. Мандибулы могут быть простыми или двузубчатыми. Проподеум имеет слабый киль вдоль заднего спинного края. На задних голенях несколько шипиков. Когти всех исследованных образцов были расщеплены. Базальная жилка переднего крыла изогнутая. Язычок короткий. Ведут одиночный образ жизни. Гнездятся в почве.

## Классификация
Таксон впервые был описан в 1979 году американским энтомологом Миченером по материалам из Фиджи, а его валидный статус был подтверждён в 2019 году в ходе ревизии рода, проведённой австралийскими энтомологами Джеймсом Дори, Майклом Шварцом и Марком Стивенсом (South Australian Museum, Аделаида, Австралия). Пчёлы из трибы Halictini подсемейства Halictinae.